# Hakone-juku

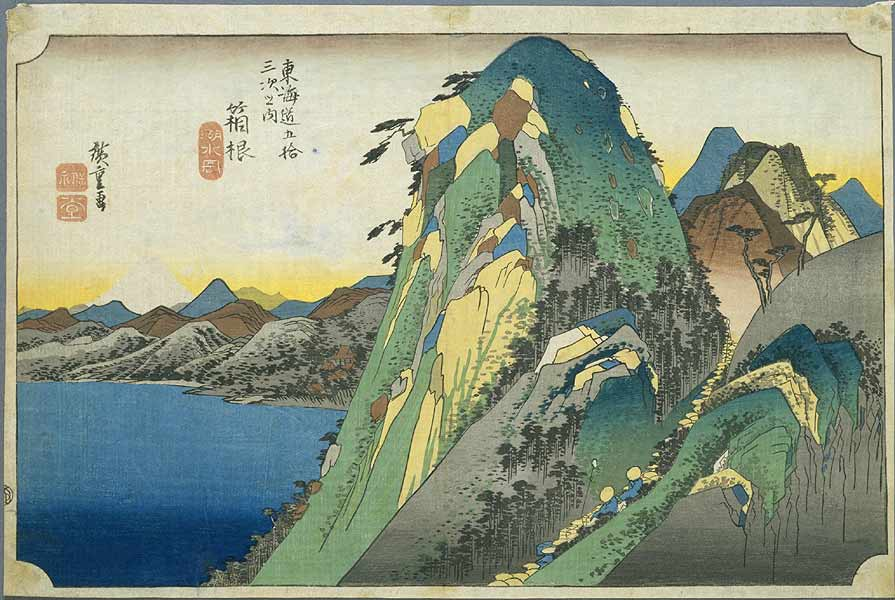
Hakone-juku dans les années 1830, estampe de Hiroshige de la série Les Cinquante-trois Stations du Tōkaidō.

Pour les articles homonymes, voir Hakone (homonymie).
Hakone-juku (箱根宿, Hakone-juku) était la dixième des  cinquante-trois stations du Tōkaidō. Elle se trouve dans la ville de Hakone dans le district d'Ashigarashimo, préfecture de Kanagawa au Japon. Située à une altitude de 725 m, c'était la plus haute de toutes les stations du Tōkaidō et la plus difficile à entretenir, même pour le bakufu.

## Histoire
Hakone-juku fut établie en 1618 dans une petite zone située entre le col d'Hakone près du lac Ashi et le point de contrôle d'Hakone. L'étape originelle nommée Hakone-juku était du côté tourné vers Edo (à présent Tokyo) du point de contrôle d'Hakone. Cependant, les habitants de l'endroit refusèrent à l'époque de construire une honjin qui aurait permis l'installation d'une nouvelle station. En conséquence de quoi, la station fut créée du côté du point de contrôle tourné vers Kyoto. Les premiers résidents de la nouvelle station vivaient à l'origine soit à Odawara-juku soit à Mishima-shuku, les stations voisines, mais furent contraints de s'installer à Hakone-juku.